# Toulon–Nizza
Das Straßenradrennen Toulon–Nizza war ein französischer Radsportwettbewerb für Berufsfahrer, der als Eintagesrennen von 1928 bis 1936 von Toulon nach Nizza in der heutigen Region Provence-Alpes-Côte d’Azur veranstaltet wurde. Das Rennen hatte neun Austragungen.

## Palmarès
- 1924  Alfredo Binda
- 1925  Henri Tesi
- 1926  Louis Roggier
- 1927  Fred Oliveri
- 1928  Louis Gras
- 1929  Louis Gras
- 1930  Louis Gras
- 1931  Mario Bianchi
- 1932  Louis Aimar